# تاکدا یوشی‌زومی
تاکدا یوشی‌زومی، تاکدا یوشی‌مونه، تاکدا یوشی‌توشی (به ژاپنی: 武田義統); ۱۵۲۶– ۱۶ مهٔ ۱۵۶۷) سامورایی، دایمیو رهبر یک شعبه از خاندان تاکدا در ولایت واکاسا در ژاپن بود.